# Hymn o miłości

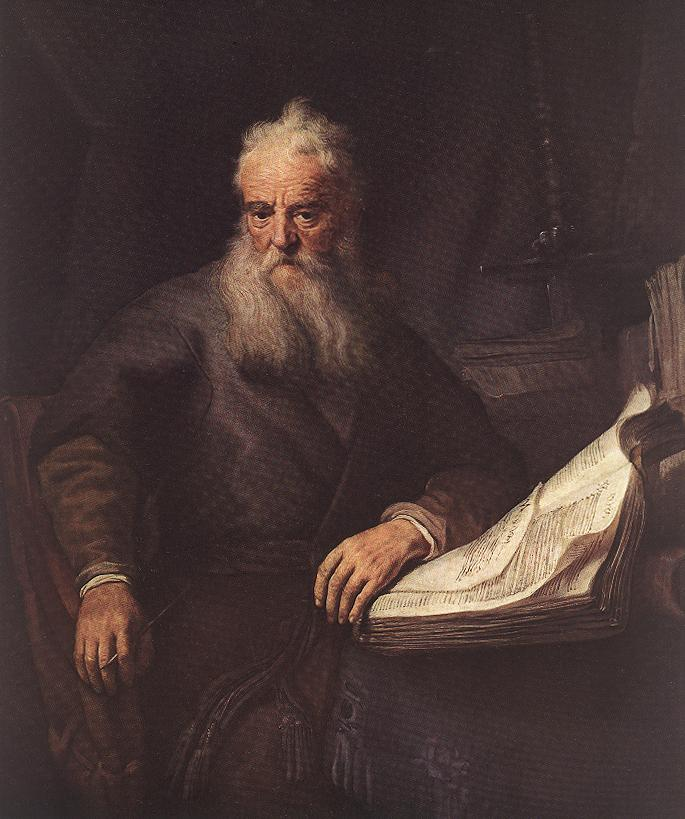
Apostoł Paweł na obrazie Rembrandta

Hymn o miłości − fragment biblijnego 1 Listu do Koryntian apostoła Pawła z Tarsu (1 Kor 13,1−13). Jest to pieśń pochwalna, jak również próba wytłumaczenia, czym jest miłość, poprzez wyliczenie jej cech.
Według apostoła Pawła dar miłości nadaje sens i wartość wszystkim innym charyzmatom. Apostoł Paweł zwraca uwagę, że Miłość to pragnienie dobra i szczęścia. To bezinteresowny dar z siebie, siła przezwyciężająca egoizm („nie szuka swego” [1 Kor 13, 5]). Podkreśla również znaczenie samej wiary poprzez bezkrytyczne zaufanie („wszystkiemu wierzy, we wszystkim pokłada nadzieję” [1 Kor 13, 7]).
Hymn o miłości zwykło się nazywać „Pieśnią nad pieśniami Nowego Testamentu”. Z kolei w pierwszej encyklice napisanej przez papieża Benedykta XVI, Deus caritas est (z łac. Bóg jest miłością, 2005), określony on został jako „Magna Charta całej posługi katolickiej”.
Tekst Hymnu o miłości, jako czytanie biblijne podczas mszy, często towarzyszy obrządkowi zawarcia małżeństwa w kościołach chrześcijańskich.

## Historia
Hymn o miłości jest częścią 1 Listu apostoła Pawła do Koryntian. List ten powstał jako owoc podróży misyjnej Pawła do Koryntu, odbytej prawdopodobnie w 51 i 52 roku (18 miesięcy). W tym czasie Paweł głosił w Koryncie Ewangelię Chrystusową [Dz 18, 1-18].
List napisany został podczas pobytu Apostoła w Efezie; zaś wzmianka o zamiarze rychłego opuszczenia tego miasta każe przypuszczać, że List doczekał się zredagowania około 56-57 roku.
Bezpośrednim powodem napisania dzieła była wizyta ludzi Chloe (1, 11), specjalne poselstwo z Koryntu (16,17) oraz pytania i wątpliwości postawione apostołowi Pawłowi (7,1) przez korynckich chrześcijan. Paweł był zaniepokojony groźbą rozłamu w Koryncie, jego list ma na celu pojednanie Koryntian.

### Wątpliwości wokół powstaniaHymnu o miłości

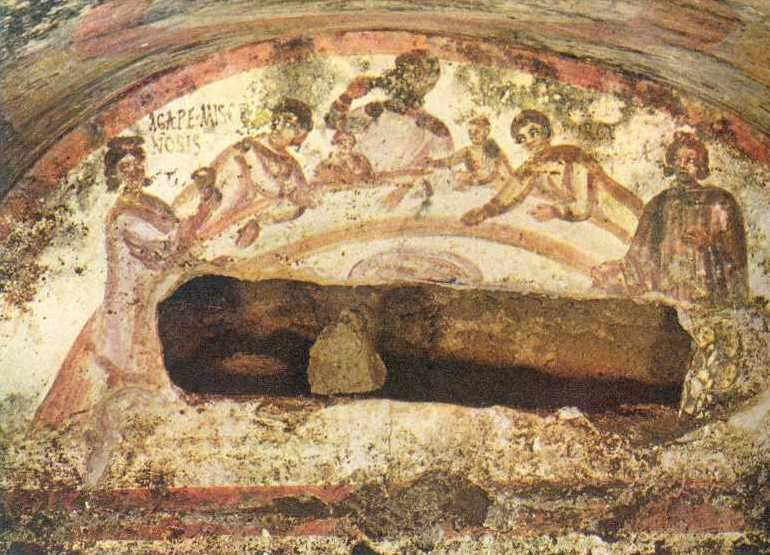
Uczta miłości na fresku z okresu wczesnego chrześcijaństwa

Wokół powstania Hymnu o miłości narosły wątpliwości, które podzielić można na trzy kategorie:
- wątpliwości odnośnie do czasu powstania: sugerowano, iż tekst Hymnu apostoł Paweł napisał w innym czasie niż zasadniczą część Listu (Weiss[8], Barrett[9], Conzelmann[10]). Weiss był zdania, że Hymn o miłości nie należał pierwotnie do partii tekstu 1 Kor 12,1-14,40, lecz łącznie z 8,1-13 został napisany przeciwko gnostycyzmowi. Weiss opierał swoją tezę na stwierdzeniu z 1 Kor 8,1 „Poznanie nadyma, ale miłość buduje” oraz na tym, że w 12,1-30 i 14,1-40 nie ma nic o miłości[11].
- wątpliwości odnośnie do autorstwa: część badaczy, np. E.L. Titus, uważali go za „nie-Pawłową interpolację”[12],
- wątpliwości odnośnie do umiejscowienia Hymnu: możliwa jest sytuacja, w której Hymn mylnie włączono do treści Listu (W. Schenk)[potrzebny przypis],

Powodem podania w wątpliwość autorstwa, umiejscowienia i czasu powstania Hymnu stało się naruszenie przez niego ciągłości pomiędzy rozdziałami 12 i 14.
O ile nie-Pawłowe autorstwo oraz teza złego umiejscowienia hymnu na tle kontekstu znajdują niewielu zwolenników, to pierwsza hipoteza wspierana jest przez licznych egzegetów, a jej przeciwnicy traktują ją poważnie. W obronie integralności całego Listu przytacza się jako argument świadectwa rękopiśmienne 1 Listu do Koryntian (najstarsze pochodzą z około 200 roku) oraz wczesnochrześcijańskich pisarzy cytujących List (Robertson-Plummer, Thiselton). Zauważono też, że Hymn o miłości wpisuje się w chiastyczną strukturę kontekstu:
A – starajcie się o większe dary łaski (1 Kor 12,31a)
B – a ja wam ukażę drogę doskonalszą (1 Kor 12,31b)
C – Hymn o miłości (1 Kor 13)
B – dążcie do miłości (1 Kor 14,1a)
A – dążcie do darów duchowych (1 Kor 14,1b).

## AnalizaHymnu o miłości

### Tytuł
Utwór przynależy do typowego dla antycznej Grecji gatunku hymnu, „pieśni pochwalnej na cześć najwyższej cnoty”, który przeniknął do żydowskiej tradycji mądrościowej ([Mdr 7,22-8,1] i [3 Ezdr 4,34-40]).
Apostoł Paweł w Hymnie do miłości pojęcie miłości określa terminem ἀγάπη, który to termin ma bardzo niepewną etymologię historyczną. W grece przedbiblijnej termin ten prawie w ogóle nie był stosowany w formie rzeczownikowej. Stosowany był albo w formie czasownikowej (ἀγαπᾶν), albo przymiotnikowej (ἀγαπητός). Forma czasownikowa ἀγαπᾶν ma wiele znaczeń (okazywać serdeczność, namawiać, pieścić, pragnąć, być zadowolonym, cieszyć się z czegoś, itd), ale najczęstszym jego znaczeniem było „okazywać miłość”. Przymiotnik ἀγαπητός stosowany bywał np. w takich wyrażeniach jak „ukochane dziecko” i znaczyło wtedy „bardziej ukochane niż reszta potomstwa”. Rzeczownikowa forma została wprowadzona przez tłumaczy Septuaginty w przekładzie Pieśni nad pieśniami, gdzie staje się określeniem miłości, zaś w Nowym Testamencie staje się podstawowym określeniem miłości. Termin ἀγάπη nie ma w sobie nic z magicznej mocy ἐρᾶν (kochać), ma natomiast w sobie coś z serdeczności φιλεῖν (kochać-lubić). W biblijnej grece posłużył dla przedstawiania Bożej miłości i zazwyczaj oznacza uprzywilejowaną pozycję przed Bogiem – umiłował ponad wszystko.
Przekłady starołacińskie oraz Wulgata stosują jego łacińskie odpowiedniki: caritas albo dilectio. Caritas zastosowane zostało w Hymnie o miłości, poza tym jednak raczej rzadko występuje. Caritas kojarzone jest zwykle z miłosierdziem i jest terminem zdecydowanie uboższym niż ἀγάπη.

### Treść
Hymn dzieli się na trzy części tematyczne: wiersze 1-3 mówią o bezużyteczności charyzmatów pozbawionych miłości, wiersze 4-7 o istocie miłości, wiersze 8-13 o nieprzemijalności miłości.

1 Gdybym mówił językami ludzi i aniołów,
a miłości bym nie miał,
stałbym się jak miedź brzęcząca
albo cymbał brzmiący.
2 Gdybym też miał dar prorokowania
i znał wszystkie tajemnice,
i posiadał wszelką wiedzę,
i wszelką [możliwą] wiarę, tak iżbym góry przenosił,
a miłości bym nie miał,
byłbym niczym.
3 I gdybym rozdał na jałmużnę całą majętność moją,
a ciało wystawił na spalenie,
lecz miłości bym nie miał,
nic bym nie zyskał.

Ponieważ Paweł w swoich listach często utożsamia miłość z Chrystusem, niektórzy egzegeci biorą pod uwagę taką możliwość, że opiewaną w Hymnie miłość należy rozumieć osobowo i że jest nią Chrystus. Termin „cymbał” jest często stosowany w Starym Testamencie, natomiast w Nowym Testamencie zastosowany został tylko tutaj. W czasach Pawła był instrumentem używanym w kultach pogańskich, zwłaszcza kulcie Kybele i Dionizosa. Z tego względu Riesenfeld sądził, że wzmianka o „cymbale brzmiącym” nawiązuje do pogańskiej przeszłości Koryntian, o której jest również mowa w 1 Kor 12,2 („gdy byliście poganami”).
W pierwszej części Hymnu do miłości apostoł Paweł wymienia charyzmaty Ducha Świętego, o których mowa w poprzedzającym Hymn rozdziale dwunastym (kolejno: języki, prorokowanie, mądrość, wiara i pomoc). Przedstawiając wyższość charyzmatu prorokowania nad charyzmatem języków, autor Listu przechodzi do miłości (αγαπη) jako najważniejszego z charyzmatów, mówiąc: „Lecz wy starajcie się o większe dary: a ja wam wskażę drogę jeszcze doskonalszą” [1 Kor 12, 30]. Zapowiedź ta stanowi zatem wstęp do właściwego tekstu Hymnu, a jednocześnie punkt odniesienia dla jego pierwszej części.
Trzy wersety napisane zostały według tego samego modelu i podkreślają kolejność charyzmatów pod względem ich coraz większej wartości (tzw. climax): od daru mówienia językami, przez dary intelektualne i odnoszące się do wiary, po dar bezinteresownego czynienia dobra. „Przenoszenie gór” oznacza dokonywanie rzeczy niemożliwych. Werset drugi kończy konkluzja „byłbym niczym”. Wskazuje ona na to, iż chrześcijanin istnieje tylko dzięki miłości. W wersecie trzecim wyszczególnione zostało spalenie na stosie (kauthesōmāi, nie – kauthesō-māi), które w starożytności uznawane było za najokrutniejszy rodzaj kary.

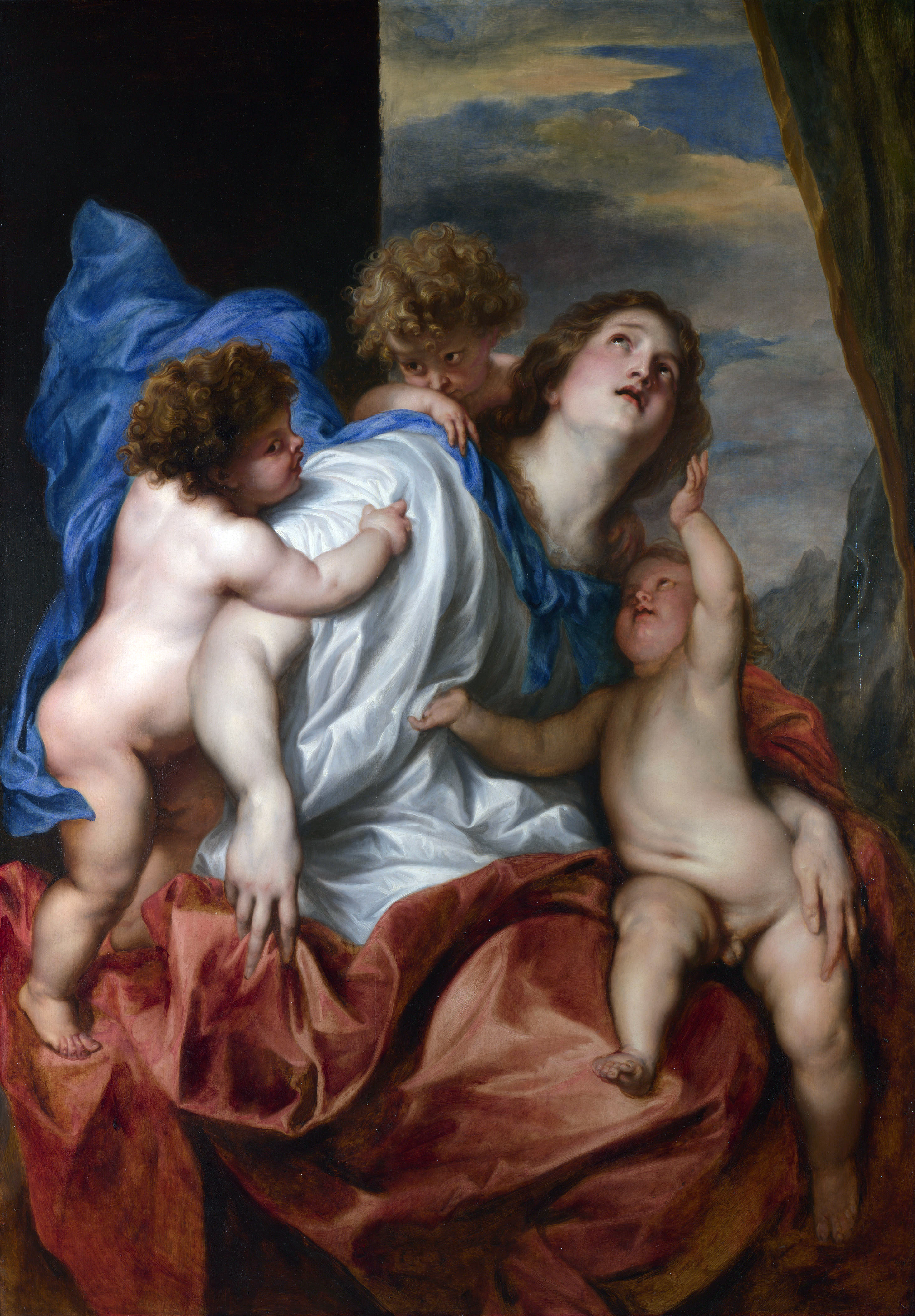
Caritas na obrazie Antoona van Dycka

4 Miłość cierpliwa jest,
łaskawa jest.
Miłość nie zazdrości,
nie szuka poklasku,
nie unosi się pychą;
5 nie dopuszcza się bezwstydu,
nie szuka swego,
nie unosi się gniewem,
nie pamięta złego;
6 nie cieszy się z niesprawiedliwości,
lecz współweseli się z prawdą.
7 Wszystko znosi,
wszystkiemu wierzy,
we wszystkim pokłada nadzieję,
wszystko przetrzyma.
8 Miłość nigdy nie ustaje (...)

Termin χρηστεύεται (łaskawa jest) stosowany był tylko w formie rzeczownikowej (χρηστός) i przymiotnikowej (χρηστότης). Forma czasownikowa nie występuje w literaturze pozabiblijnej. Pierwsze udokumentowane zastosowanie tego terminu w formie czasownikowej nastąpiło w apokryficznym Psalmie Salomona 9,1 (τίνι χρηστεύση, ο θεός). Harnack przypuszczał, że Paweł zapożyczył ten termin ze Źródła Q. Nowy Testament nigdzie więcej tego terminu nie stosuje. Dalsze zastosowanie tego czasownika znajdujemy u Klemensa Rzymskiego, który zastosował go dwukrotnie.
Druga część Hymnu wymienia cechy i zalety prawdziwej miłości, przede wszystkim upersonifikowanej miłości Boga. Apostoł Paweł opatruje ponadto αγαπη 15 czasownikami, które stanowią swoisty „kodeks” postępowania chrześcijanina wobec drugiej osoby. W tej części Hymnu wyszczególnionymi cnotami, które stanowią zarówno przyczynę jak i skutek miłości, są: cierpliwość, przebaczenie, pokora oraz chęć czynienia dobra.
Miłość „cierpliwa jest” (μακροθυμει – forma czasownikowa), to znaczy jest nieskora do gniewu, nieskora do urazy i żądzy zemsty. Oznacza znoszenie zaznawanych krzywd bez odwzajemniania się.
Miłość „łaskawa jest” (χρηστεύεται – forma czasownikowa). O ile wymieniona przedtem cecha miłości „cierpliwa jest” wyrażała pasywny aspekt miłości, to cecha „łaskawa jest” podkreśla jej aspekt aktywny. Wskazuje, czym winno się charakteryzować dzieło miłości.
Część trzecia z kolei stanowi właściwą definicję prawdziwego chrześcijanina.

8 Miłość nigdy nie ustaje,
[nie jest] jak proroctwa, które się skończą,
albo jak dar języków, który zniknie,
lub jak wiedza, której zabraknie.
9 Po części bowiem tylko poznajemy,
i po części prorokujemy.
10 Gdy zaś przyjdzie to, co jest doskonałe,
zniknie to, co jest tylko częściowe.
11 Gdy byłem dzieckiem,
mówiłem jak dziecko,
czułem jak dziecko,
myślałem jak dziecko.
Kiedy zaś stałem się mężem,
wyzbyłem się tego, co dziecięce.
12 Teraz widzimy jakby w zwierciadle, niejasno;
wtedy zaś [zobaczymy] twarzą w twarz.
Teraz poznaję po części,
wtedy zaś poznam tak, jak i zostałem poznany.
13 Tak więc trwają wiara, nadzieja, miłość – te trzy:
z nich zaś największa jest miłość.

W wersach 8-9 Paweł przeciwstawia teraźniejszość, „jest”, do której przywiązani byli Koryntianie, perspektywie przyszłości, odnoszącej się do wiary, nadziei i miłości z wersetu 13. Inna opozycja w tej części Hymnu to „dziecię”-„mąż”, „dojrzałe”-„niedojrzałe”, to teleion-to ekmerous. Św. Paweł uważał bowiem postawę Koryntian za dziecinną, tym samym wymagając od nich dojrzałości.
W wersecie 12 mowa jest o „poznaniu naprawdę”, nawiązującym do sposobu, w jaki Mojżesz poznał Boga ([Wj 33, 11], [Lb 12, 8] oraz [Pwt 34, 10]) w doczesnym życiu. Ten fragment Hymnu znajduje również uzupełnienie w innych miejscach Pisma: [1 Kor 8, 3], [Ga 4, 9], [Rz 8, 29]. Analogia do lustra była szczególnie zrozumiała dla Koryntian, ponieważ Korynt słynął w starożytności jako producent najlepszych luster. Zwrot „twarzą w twarz” jest semityzmem, oznacza bliski i bezpośredni kontakt (por. Rdz 32,30). Prawda o cząstkowym poznaniu oddziałała na mistyków oraz na sztukę późnego średniowiecza.
Werset 13 wylicza trzy podstawowe cnoty prawdziwego chrześcijanina: wiara, nadzieja i miłość. Trzy podstawowe cnoty wyliczone zostały również i w innych Listach Pawła, w 1. Liście do Tesaloniczan ([1 Tes 1, 3-4]; 5, 8) oraz w Rz 5, 3-4. Wymienione teksty powstały przed Hymnem o miłości, tekstami powstałymi później są: 1 Tm 6, 11; 2 Tm 3, 10; Ef 1, 3nn. 15-18 (katalog cnót); List do Kolosan ([Kol 1, 4-5]), Hbr 10, 22-24 (także List Barnaby 1, 6). Częstymi są również kombinacje wiara/nadzieja oraz wiara/miłość. Tylko w Hymnie miłość postawiona została na pierwszym miejscu. Grecy pragnęli mądrości, Rzymianie cenili potęgę, ale Paweł promuje nowy system wartości, w którym na pierwszym miejscu jest miłość.

### Starożytne paraleleHymnu o miłości
Zauważono wiele starożytnych tekstów podobnych do Hymnu o miłości (zazwyczaj do poszczególnych części hymnu). Wśród greckich paralel za najważniejsze uchodzą:
- Tyrteusz
- Platon, Uczta 197 c nn
- Maksymos z Tyru[35]

Wśród żydowskich paralel wymieniane są następujące teksty biblijne i pozabiblijne:
- 3 Ezdrasza 4,34-40 (2 Ezdrasza 4,34-40)
- Księga Przysłów 8
- Mądrość Syracha 24
- Księga Mądrości 7 n[19].

#### Podobieństwa międzyHymnem o miłościa filozofią Platona
Istnieje kilka zbieżności między postulatami przedstawionymi w Hymnie o miłości a ideałami filozofii platońskiej i neoplatońskiej, zwłaszcza w jej noetycznym oraz mistycznym odczytaniu.
Ważna jest tu przede wszystkim kwestia poznania [1 Kor 13, 12], które dzięki miłości prowadzi do unio mystica (mistycznego zjednoczenia) podmiotu poznającego z poznawanym oraz do „najwyższego, przysługującego tylko bogom poznania” wszechrzeczy. Poznanie to osiągnąć można jednak tylko drogą etapów: od zachwytu estetycznego aż po zatracenie egoizmu [1 Kor 13, 5] na rzecz afirmacji „piękna samego w sobie”, zawsze trwającego [1 Kor 13, 8] i doświadczanego w bezpośredniej kontemplacji miłości jako tego, co „finalnie poznane”, znoszące „dwoistość kochanków” i prowadzące do „jedności” (monon).
Jak zauważają współcześni krytycy, „piękno samo w sobie” oznacza w filozofii platońskiej i neoplatońskiej także mistyczne widzenie przejrzyste, bezpośrednie [1 Kor 13, 12].

Piękno wieczne, które nie powstaje i nie ginie, i nie rozwija się ani nie więdnie... piękno samo w sobie niezmienne i wieczne, a wszystkie inne przedmioty piękne uczestniczą w nim...

## InterpretacjeHymnu o miłości

### Starożytność

#### Augustyn
Augustyn z Hippony swoje interpretacje Hymnu o miłości zawarł w dwóch kazaniach: w Kazaniu 40 na temat Nowego Testamentu (XC. Ben.) oraz w Kazaniu 55 (CV. Ben.). W obu przypadkach za punkt wyjściowy do właściwej treści trzynastego rozdziału 1 Listu do Koryntian obrał Przypowieść o uczcie królewskiej z Ewangelii według Mateusza, w której czytamy: „Przyjacielu, jakże tu wszedłeś nie mając stroju weselnego?” [Mt 22, 12]. Augustyn „strojem weselnym” odpowiednim na przybycie na Ucztę Pana nazywa właśnie miłość; ściślej – tę opisaną w Hymnie, dodatkowo opatrując ją nakazem powinności. Ów atrybut, jakim obdarowuje filozof miłość, zdradza spójność między Hymnem a 1 Listem do Tymoteusza: „Celem zaś nakazu jest miłość, płynąca z czystego serca, dobrego sumienia i wiary nieobłudnej” [1 Tm 1, 6]. Rozpatrywanie miłości w kategoriach „nakazu” oraz „powinności” kontynuował w późniejszym czasie Søren Kierkegaard.
W Kazaniu 50, rozdziale szóstym analiza Hymnu kieruje Augustyna w stronę refleksji na temat małżeństwa jako unii, zaś małżeństwo spełniające wskazania Hymnu przyrównuje do Chrystusa (Małżonek) oraz Kościoła (Małżonka).
W Kazaniu 55, rozdziale siódmym przywołany zostaje tekst Hymnu jako bezpośrednia odpowiedź Pawła Apostoła na pytanie filozofa o istotę metaforycznego „stroju weselnego” (miłości), który jako jedyny, w przeciwieństwie do wszystkich innych darów Bożych, jest czystym dobrem nie posiadającym w sobie pierwiastka zła. Interpretacja ta jawnie nawiązuje do wcześniejszych refleksji św. Augustyna, za cel rozmyślań obierających teodyceę.
Filozof z Hippony analizując Hymn o miłości powiedział: „Kochaj i rób co chcesz”. Wskazanie to dowodzi, jak bezpieczne jest życie w Miłości. Jeśli kochasz, to nie skrzywdzisz drugiego człowieka. Założenie to odnosi się też do samego Boga, gdyż On jest Miłością.

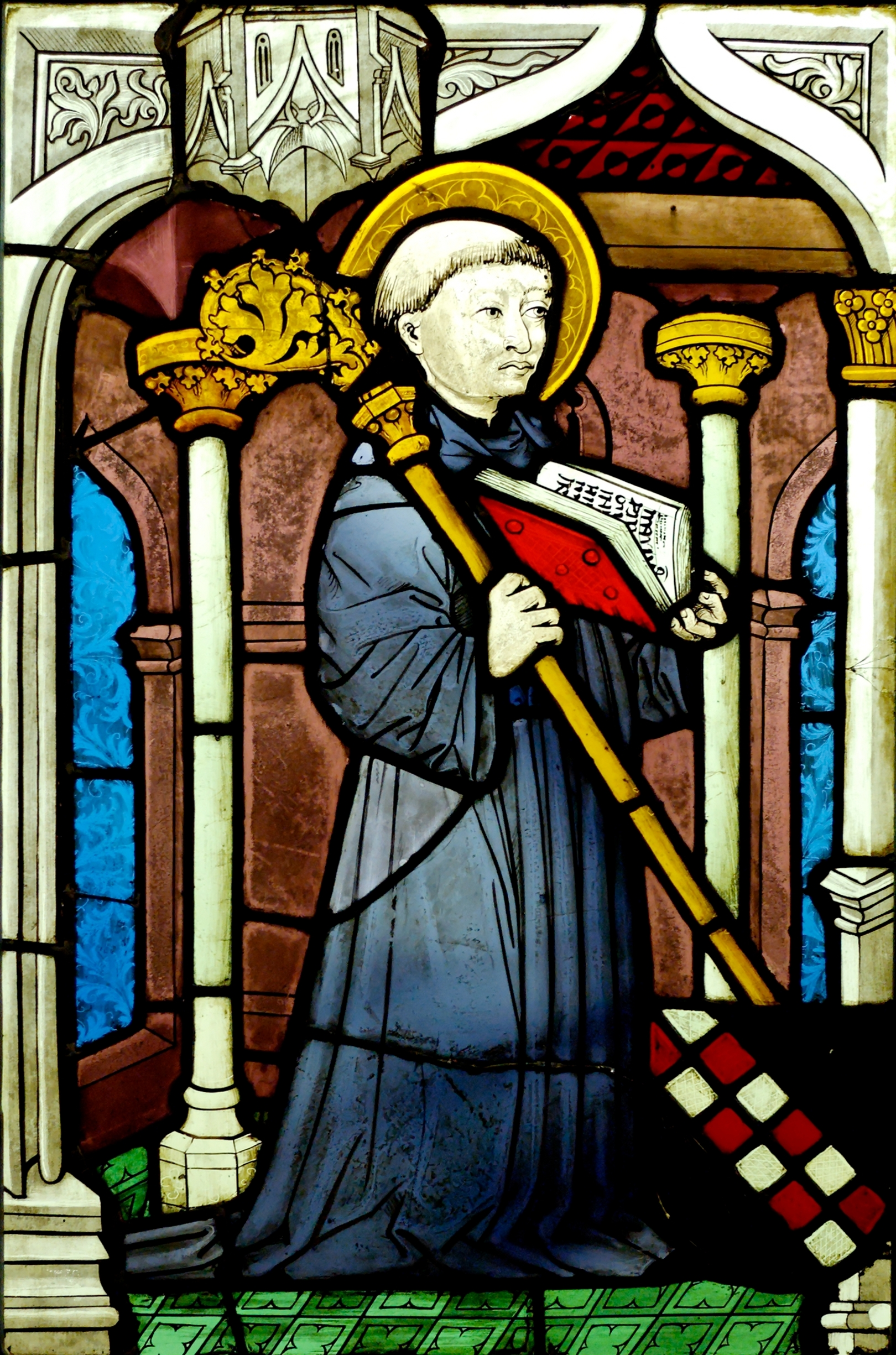
Miłość wystarcza sama sobie. Gdy zawładnie jakimś sercem, skupia w sobie wszystkie inne uczucia. Dusza, która kocha... kocha i nie myśli o niczym innym (Bernard z Clairvaux). Na zdjęciu: witraż z wizerunkiem Bernarda z Clairvaux, Upper Rhine, ok. 1450

### Średniowiecze
W wieku XII nastąpił wzrost zainteresowania tematyką miłości (Pieśń nad Pieśniami, Hymn o miłości itp.). Zaowocowało to nowymi filozoficznymi i teologicznymi refleksjami nad miłością opisywaną w Hymnie o miłości. Jedną z nich, przedstawił Pierre Abélard głosząc, iż caritas oznacza bezinteresowną miłość, będącą celem samym w sobie, wyrzekającą się nagrody oraz bliskości z ukochaną osobą. Inną koncepcję wyprowadził Wilhelm z Saint-Thierry, kładąc nacisk na fragment, w którym mowa: „Teraz poznaję po części, wtedy zaś poznam tak, jak i zostałem poznany” [1 Kor 13, 12]. Zdaniem Wilhelma z Saint-Thierry, istotą miłości jest poznanie Boga poprzez wzajemne poznanie kochających, których miłość jest właśnie obrazem Boga. Największy wpływ spośród tych trzech wywarła jednak mistyczna myśl Bernarda z Clairvaux, który pojmował miłość jako zjednoczenie aktów woli i zgodność ludzkiej woli z wolą Bożą, kiedy to Bóg kocha siebie w człowieku, w którym zaistniała miłość. Wszystkie te poglądy łączyła jednak zgodność co do tego, iż miłość powinno stawiać się wyżej od poznania (charyzmaty).
Hymn o miłości analizował również Aelred z Rievaulx w dziele Speculum Caritatis (Zwierciadło miłości).

#### Tomasz z Akwinu
Tomasz z Akwinu w swoim Quaestio z Secunda Secundae odczytywał Hymn o miłości pod kątem problemu tzw. „jedności cnót”, postawionego już w starożytności przez Platona w Protagorasie. Średniowieczny teolog zastanawiał się bowiem, czy może istnieć wiara i nadzieja bez miłości (odnośnie do: [1 Kor 13, 13]), a także która cnota zasługuje na miano pierwszej i najwyższej (per se – per accidens). Wnioski Tomasza z Akwinu głoszą, iż cnota miłości sprawia, że to co głosi wiara, staje się umiłowane i upragnione.

Przez caritas wola pojmuje cel nadprzyrodzony jako connaturalis, jako cel, na jaki ze swej istoty jest nastawiona. Doświadcza ona w akcie miłości pokrewieństwa swej istoty (conformitas) z tym, co zostało przedstawione w artykule wiary. Tomasz posługuje się tu językiem mistyki: miłość powoduje pewnego rodzaju duchowe zjednoczenie, przez które wola w pewnym sensie przeobrażona zostaje w swój własny cel.

W Quaestio miłość nazwana zostaje „formą wiary”, a jej przedmiot „boskim dobrem, będącym celem wiary”. W tym świetle wiara bez miłości przestaje być według Tomasza cnotą; dopiero spełniona przez miłość wiara nazwana zostaje cnotą, jako że stanowi wówczas źródło wszelkiego działania zmierzającego ku dobru, nastawionego na ostateczny cel – wspólnotę z Bogiem.

### Nowożytność

#### Jan od Krzyża
Interpretacje Hymnu o miłości zawarł Jan od Krzyża w Księdze drugiej Nocy ciemnej, Księdze drugiej Drogi na Górę Karmel, w omówieniu „strofy 13” Pieśni duchowej, a także w omówieniu „strofy pierwszej” Żywego płomienia miłości.
W pierwszym z wymienionych dzieł hiszpański mistyk łączy fragment Hymnu nawołujący Koryntian do dojrzałości [1 Kor 13, 11] z koncepcją „nocy ciemnej duszy”. Bóg zsyła bowiem na człowieka cierpienie i rozpacz, aby dusza mogła „oczyścić się” i zbliżyć do „miłości Boga”. „Dusze postępujące” w ciemnej nocy Jana od Krzyża nie osiągnęły jednak jeszcze doskonałego stanu ducha, dlatego mówią jak dziecko, czują jak dziecko, myślą jak dziecko [1 Kor 13, 11] – nie tylko w postrzeganiu życia, ale również Boga. Duchowa dojrzałość natomiast oznacza tu całkowite zjednoczenie się z Bogiem. Kładzie na to akcent również Księga druga Drogi na Górę Karmel. Autor przywołuje w niej końcowy fragment Hymnu, odnoszący się do poznania [1 Kor 13, 12], interpretując go w duchu innych fragmentów Pisma, które mówią o „ciemności wiary” ([Job 39, 1; 40, 1], [1 Krl 8, 12], [Wj 24, 15-18] oraz [Sdz 7, 16. 20]). Fragmenty pozostałych dzieł, wychodząc od interpretacji Pieśni nad pieśniami, opierają na rozdziale 13 1 Listu apostoła Pawła do Koryntian imperatyw podtrzymywania „płomienia miłości”, całkowitego, nieegoistycznego oddania się ukochanemu (Ukochanemu) [1 Kor 13, 5] oraz wyzbycia się lęku w imię miłości. Mówią również o niemożności poznania Boga oraz bezsensie wszelkiego działania, jeżeli pozbawione jest ono doskonałej miłości [1 Kor 13, 3].

#### Søren Kierkegaard
Dość rozległej interpretacji oraz analizy Hymnu o miłości dokonał również XIX-wieczny duński filozof, prekursor egzystencjalizmu, Søren Kierkegaard w „serii drugiej” Czynów miłości (Kjerlighedens Gjerninger). Kierkegaard pod rozważania bierze głównie fragmenty, w których mowa o tym, że miłość wszystkiemu wierzy [1 Kor 13, 7], we wszystkim pokłada nadzieję [1 Kor 13, 7], nie szuka swego [1 Kor 13, 5] i trwa [1 Kor 13, 8], łącząc je z innym fragmentem 1 Listu do Koryntian, „Lecz miłość buduje” [1 Kor 8, 1]. W ujęciu Kierkegaarda spełnienie prawdziwej Miłości opisanej w Hymnie dokonać miałoby się poprzez całkowite „unicestwienie” siebie dla drugiej osoby; jawne są tu nawiązania do etyki sokratejskiej, w której najwyższym dobrem pełnionym przez człowieka dla ukochanego jest bezinteresowna (przez to również ukryta) pomoc w byciu sobą.

Załóżmy, że kochający widział, co było jego pragnieniem, że był kochany, lecz jednocześnie widział, że byłoby to skrajnie szkodliwe dla swoistości ukochanego, stałoby się jego wypaczeniem, niezależnie od tego, jak bardzo byłoby to upragnione: tak, wtedy miłość erotyczna jako taka nie jest w stanie ponosić tej ofiary. Lub załóżmy, że ukochany widział, iż stosunek stałby się ruiną kochającego, zupełnie unicestwiłby jego swoistość: tak, wtedy miłość erotyczna jako taka nie ma jednak siły do ponoszenia tej ofiary. Zaś prawdziwa miłość, poświęcająca się miłość, która kocha każdego człowieka wedle jego swoistości, chętna jest do poniesienia każdej ofiary: ona nie szuka swego

Kierkegaard tworzy przy tym dość wyraźny i stanowczy podział na miłość zmysłową (elskov), w gruncie rzeczy poszukującą jedynie swojego „drugiego Ja” i „miłość chrześcijańską” (kjerligher), o charakterze zdecydowanie etyczno-religijnym, będącą „głosem Bożym” zmieniającym stosunek między człowiekiem a człowiekiem w stosunek między człowiekiem, Bogiem jako punktem centralnym, a drugim człowiekiem. Punktem wyjścia dla miłości chrześcijańskiej opisanej w Hymnie tworzy natomiast fragment Łukasza Ewangelisty: „Po owocu jego poznaje się bowiem każde drzewo; bo nie zbiera się fig z cierni, nie zrywa się winogron z ciernistych krzaków” [Łk 6, 44].

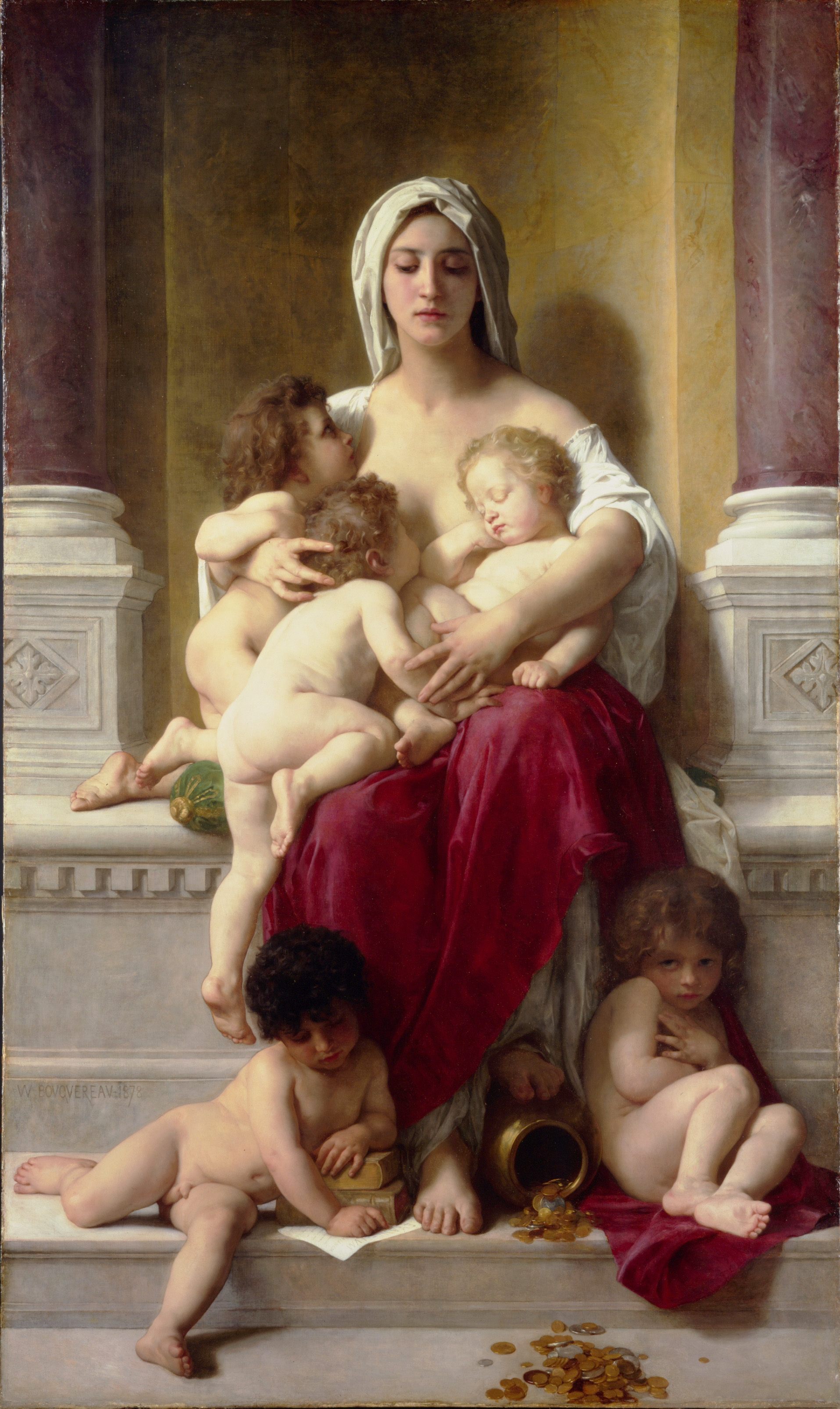
Caritas Williama-Adolphe Bouguereau'a

Ważny do odnotowania jest jednak fakt, iż Kierkegaard bardzo krytycznie odnosił się do ideału małżeństwa.

#### Emanuel Swedenborg i Władimir Sołowjow
Do Hymnu o miłości nawiązywali również tacy myśliciele jak Emanuel Swedenborg czy Władimir Sołowjow. Obaj kładli szczególny nacisk na wiarę w to, iż „Miłość nigdy nie ustaje” [1 Kor 13, 8], a więc przezwycięża śmierć, pisaną naturalnie każdej egzystencji ludzkiej, oraz prowadzi prostą drogą do Boga. Swedenborg wiarę tę wpisał w swoje koncepcje angelologiczne: Niebiosa są przestrzenią dla tzw. „miłości anielskiej”, która sama w sobie stanowi jednocześnie symbol Nieba z jego najwyższym pragnieniem Boga. Dwie kochające się dusze ludzkie zostają w Niebiosach „jednym aniołem”, a ich fuzja jest połączeniem „boskiej miłości, boskiej mądrości i boskiego działania”. Swedenborg jasno wskazuje na związki pomiędzy „miłością anielską” w Raju a miłością małżeńską na ziemi.
Z kolei Władimir Sołowjow w cyklu rozpraw Sens miłości połączył interpretację Hymnu z lekturą 12 rozdziału 1 Listu apostoła Pawła do Koryntian, rozważając całość w stosunku do cielesności oraz duchowo-cielesnego androgynizmu w miłości erotycznej. Nawiązując zaś do fragmentu: „Teraz poznaję po części, wtedy zaś poznam tak, jak i zostałem poznany” [1 Kor 13, 12], Sołowjow pisze:

Obraz Boży poznajemy teoretycznie i abstrakcyjnie w rozumie i przez rozum, a w miłości jest on poznawany konkretnie i życiowo (...) Duchowo-fizyczny proces przywracania obrazu Bożego w materialnym człowieku w żaden sposób nie może dokonać się sam, poza nami.

W innym fragmencie Sensu miłości Sołowjowa, odwołującym się z kolei do miłości małżeńskiej przełamującej egoizm, słychać wyraźne echa postulatów Hymnu: „Miłość nie szuka swego” [1 Kor 13, 5] oraz „Po części bowiem tylko poznajemy” [1 Kor 13, 9]:

Egoizm jako realna podstawowa zasada życia intelektualnego, przenika całe jego [człowieka] życie i ukierunkowuje, wszystko w nim konkretnie określa i dlatego egoizm nie może zostać przezwyciężony i zlikwidowany jedynie przez teoretyczną świadomość prawdy. (...) Miłość jako rzeczywiste zlikwidowanie egoizmu jest autentycznym usprawiedliwieniem i zbawieniem indywidualności.

#### Charles Sanders Peirce
Do tekstu Hymnu o miłości, a zwłaszcza jego trzeciej części [1 Kor 13, 13], nawiązał pragmatysta Charles Sanders Peirce w obszernym artykule The Doctrine of Chances (1878). Rozważania Peirce’a wychodzą od wniosku, iż celem religii jest ustanowienie Kościoła, a więc czegoś ogarniającego ogół ludzki i podporządkowującego sobie naukę oraz postęp. Amerykański filozof łączy to z kolei z pojęciem logiki („idealna pełnia poznania konstytuującego realność”), która pociąga za sobą ideę wspólnoty. Peirce w swoich teologicznych dociekaniach na pierwszy plan wysuwa zatem trzy uczucia: zainteresowanie nieograniczoną wspólnotą, przyjęcie możliwości uczynienia tego zainteresowania czymś w ogóle najwyższym oraz nadzieję nieograniczonego trwania aktywności duchowej. Dalsze wnioski pragmatysty ujawniają, iż owe trzy uczucia są w rzeczywistości tym samym, co apostoł Paweł w Hymnie nazwał wiarą, nadzieją i miłością.

Interesujące jest dla mnie stwierdzenie, że te trzy odczucia chyba wydają się prawie dokładnie tym samym, co owo sławne trio: wiara, nadzieja i miłość, w ocenie świętego Pawła będące najpiękniejszymi i największymi darami duchowymi. Ani Stary, ani Nowy Testament nie stanowią zbioru tekstów logiki i wiedzy, ale ten ostatni jest z pewnością najwyższym istniejącym autorytetem w sprawach postawy serca, jaką powinien przyjąć człowiek.

### Czasy współczesne

#### XX-wieczny personalizm i fenomenologia
Współczesny personalizm (Emmanuel Mounier, Jacques Maritain, Anders Nygen, Maurice Nédoncelle) i fenomenologia (Max Scheler), choć rzadko nawiązują bezpośrednio do Hymnu o miłości, stale używają jednak słowa caritas jako jedynego terminu na określenie prawdziwej miłości, akcentując jego prymat nad erosem oraz jego moralizm jako część etyki chrześcijańskiej. Oba nurty myśli XX-wiecznej kładą szczególny nacisk na kwestię woli oraz miejsca Boga w miłości międzyludzkiej, nie stroniąc od korzystania ze zdobyczy psychologii. Zarówno dla personalistów jak i zwolenników fenomenologii caritas miałaby stanowić szczególny rodzaj „poznania” [1 Kor 13, 12], które rozpoznaje najwyższe dobro i dąży ku niemu. Stąd też „miłość nie szuka swego” [1 Kor 13, 5] oraz „nigdy nie ustaje” [1 Kor 13, 8]. Źródłem miłości, a nawet jej odwzajemnieniem miałby być natomiast sam fakt obcowania z drugim człowiekiem. Prekursorski względem tego poglądu okazuje się tutaj esej XIX-wiecznego amerykańskiego transcendentalisty Ralph Waldo Emersona, Love.
XX-wieczny personalizm starał się również wychwytywać równowagę między miłością cielesną a duchową, egoizmem a altruizmem. Zdaniem Nédoncelle'a, tzw. „miłość własna„” jest ważnym czynnikiem warunkującym miłość bliźniego, i w takiej postaci nie można nazwać jej egoizmem, mimo iż w pewnym sensie szuka również „swego”.

#### Jiddu Krishnamurti
Søren Kierkegaard tak komentuje pierwszą część Hymnu [1 Kor 13, 1-3]:

Rzeczy tego świata, niezależnie od tego, jak wspaniałe i głośne by nie były, są pozbawione miłości i dlatego nie są budujące; najmniejsze słowo, najmniejszy czyn [dokonany] z miłością lub w miłości, jest budujący.

Podobnie o miłości wypowiada się indyjski myśliciel Jiddu Krishnamurti:

...jeśli nie ma w tobie miłości, możesz robić, co tylko chcesz – podążać za wszystkimi bogami świata, działać społecznie, walczyć z biedą, wprowadzać reformy polityczne, pisać książki czy wiersze – a i tak będziesz martwym człowiekiem.

#### Anthony de Mello
Hinduski jezuita Anthony de Mello w swojej książce Przebudzenie, wychodząc od tej samej refleksji, łączy prawdziwą miłość z metaforycznym „przebudzeniem”, którego warunkiem jest uwolnienie się od wszelkich emocjonalnych uzależnień.

Pamiętasz to zdanie ze św. Pawła (...) Nie twoje czyny, ale sposób bycia ma znaczenie. Wtedy możesz działać. Możesz, ale nie musisz. Dopóki nie jesteś przebudzony, nie możesz o tym decydować. Niefortunnie kładzie się cały nacisk na znaczenie tego świata, a bardzo mało uwagi poświęca się kwestii przebudzenia. Kiedy się przebudzisz będziesz wiedział, co robić albo czego nie robić.

Zdaniem de Mello, istota miłości streszcza się ponadto w widzeniu człowieka w jego prawdziwej, wolnej od idealizacji, postaci. Jezuita zbliża się tym samym zarówno do trzeciej części Hymnu [1 Kor 13, 12], jak i jej interpretacji Kierkegaarda. De Mello kładzie również nacisk na cechę miłości: „nie szuka swego” [1 Kor 13, 5]. Prawdziwa miłość jest bowiem pragnieniem obustronnej wolności; rodzi się zatem, paradoksalnie, nie w przywiązaniu do drugiej osoby, ale w samotności.

Jakże możesz kochać ludzi, jeśli potrzebujesz ich do własnych celów? (...) Jeżeli jesteś mi niezbędny, abym czuł się szczęśliwy, muszę ciebie użyć, manipulować tobą; muszę znaleźć sposoby i środki, aby cię zatrzymać.

## Hymn o miłościw kulturze
- Fragmenty Hymnu o miłości [1 Kor 13, 12] zacytowane zostały w opowiadaniu niemieckiego romantyka Ernsta Theodora Amadeusa Hoffmanna, Der Sandmann (1816)
- Inspirując się fragmentem Hymnu o miłości, „Teraz widzimy jakby w zwierciadle” [1 Kor 13, 12], szwedzki reżyser Ingmar Bergman nakręcił film Jak w zwierciadle (Såsom i en spegel, 1961). Ta sama inspiracja przyświeca powstaniu powieści Josteina Gaardera o tym samym tytule (I et speil i en gåte, 1993)
- Tytuł zainspirowany fragmentem Hymnu o miłości [1 Kor 13, 12] noszą powieści Agathy Christie (In A Glass, Darkly, 1952), Sheridana Le Fanu (In a Glass Darkly, 1872), Isaaca Asimova (Through A Glass, Clearly, 1967) oraz Philipa K. Dicka (A Scanner Darkly, 1977)
- Fragmenty Hymnu o miłości zacytowane zostały w 12 rozdziale powieści Jamesa Joyce’a Ulisses (1922)
- W swojej powieści Keep the Aspidistra Flying (1936) George Orwell zawarł parafrazę Hymnu o miłości, zastępując słowo „miłość” słowem „pieniądze”
- Tytuł zainspirowany fragmentem Hymnu o miłości [1 Kor 13, 12] nosi kompilacja brytyjskiego zespołu The Rolling Stones, Through The Past, Darkly (Big Hits Vol. 2) (1969) dedykowana zmarłemu członkowi zespołu Brianowi Jonesowi
- Cytaty z Hymnu o miłości pojawiają się w piosence Boba Dylana Watered Down Love z albumu Shot of Love (1981)
- Liczne aluzje do Hymnu o miłości zawiera film Krzysztofa Kieślowskiego Trzy kolory. Niebieski (1993)
- Cytat z Hymnu o miłości pojawia się w filmie Szkoła uczuć
- Utwór List od św. Pawła z tekstem Hymnu skomponował polski zespół Stage of Unity, zaś w 2004 jego wersja nagrana przez grupę Poza Ciszą została wydana na składance Piotr Kaczkowski – minimax pl II
- Cytaty z Hymnu o miłości pojawiają się w anime Ghost in the Shell
- Tekst do utworu Miłość cierpliwa jest, lecz i niecierpliwa (tekst: Jacek Cygan muzyka: Piotr Rubik) został napisany na podstawie Hymnu o miłości
- Fragment Hymnu o miłości został zacytowany w serialu Anna German (serial telewizyjny)

### Treść Hymnu o miłości
- 1Kor 13,1-13 w przekładach Biblii.  [Dostęp: 14 września 2009].
- Hymn o miłości w Biblii Tysiąclecia
- Hymn o miłości. tb.org.pl. [zarchiwizowane z tego adresu (2012-02-17)]. w Przekładzie Ekumenicznym
- Oryginalny tekst Hymnu o miłości

### Artykuły nt. Hymnu
- Encyklika Deus caritas est Benedykta XVI
- ks. Wiesław Baniak – komentarz do Hymnu o miłości
- Zbiór teologicznych artykułów na temat Hymnu o miłości (ang.)
- Esej Ralpha Waldo Emersona Love (ang.)